# Вала (Каролинги)
Вала (на френски: Wala; Vala или Walacho; * 773; † 31 август 836 в абатство Бобио) е граф в Саксония и от 811 г. пфалцграф.

## Биография
Роден е около 772 година. Син е на Каролингера Бернхард, незаконен син на Карл Мартел и Руодхайд, една саксонка. Братовчед е на Карл Велики. Той е брат на Ингелтруда и на Адалхард, който е монах и игумен.
Жени се за Ротлиндис, дъщеря на Св. Вилхелм от Гелон, граф на Тулуза и маркграф на Септимания. През 814 г., след смъртта на жена му, той се отказва от светския живот и става църковен служител.
От 826 до 831 г. той е абат на Корби и Корвей, от 834 г. е абат на Бобио, в която църква е и погребан.